# ليليان مارينسن
ليليان مارينسن (بالهولندية: Lilian Marijnissen) هي سياسية هولندية من الحزب الاشتراكي ولدت في يوم 11 يوليو 1985 في مدينة أوس في هولندا. هي ابنة السياسي الشيوعي يان مارينسن. تم اختيارها كزعيمة للحزب الاشتراكي في سنة 2017.